# Neritos fereunocolor
Neritos fereunocolor är en fjärilsart som beskrevs av De Toulgoët 1987. Neritos fereunocolor ingår i släktet Neritos och familjen björnspinnare. Inga underarter finns listade i Catalogue of Life.